# 이로카와촌
이로카와촌(色川村)은 와카야마현 히가시무로군에 있던 촌이다. 현재의 나치카쓰우라정 남서부에 해당한다.

## 역사
- 1889년 4월 1일 - 정촌제 시행에 의해 4개 촌의 구역을 가지고 성립하였다.
- 1955년 4월 1일 - 가쓰우라정, 나치정, 우구이촌과 합병해 나치카쓰우라정이 성립하여, 동일 이로카와촌은 폐지되었다.

## 참고문헌
- 角川日本地名大辞典 30 和歌山県